# Aleurodicus talamancensis
Aleurodicus talamancensis es un hemíptero de la familia Aleyrodidae, con una subfamilia: Aleyrodinae. Fue descrita científicamente en 2005 por Martin.